# Махарбал
Махарбал (Maharbal, fl. 3 век пр.н.е.) е княз на Нумидия и офицер на картагенския генерал Ханибал през Втората пуническа война. Той е заместник на Ханибал при обсадата на Сагунт 219 пр.н.е. Той е командир на кавалерията през войната против римляните, преди Битката при Тичино (218 пр.н.е.) и след Битката при Тразименското езеро (217 пр.н.е.). В Битката при Кана той командва дясното крило на картагенците. След тяхната победа той кара Ханибал веднага да марширува против Рим, но той отказва. Тогава Махарбал му отговорил според Ливий: vincere scis, Hannibal, victoria uti nescis (Ти знаеш да победиш, Ханибал, но не да се ползваш от победата). Махарбал не е споменаван повече в източниците след 216 пр.н.е.